# 柯為湘
柯為湘（英語：Or Wai Sheun，1951年6月—），男，广东潮安人，港澳商人，有「澳門李嘉誠」之稱。他是保利達集團的主要股東，亦是集團屬下多間企業的管理層。他是九龍建業（00034）和保利達資產（00208）的主席。另外，他也是澳門電力的董事局成員。

## 生平
排行第三的柯為湘家中有6兄弟姐妹，三男三女，自小便從鄉下移居香港，畢業於九龍塘又一村博雅英文書院 （現為陳樹渠紀念中學），其後在爸爸柯岳峰在澳門開設專營紡織品、工藝品生意的貿易公司工作。1977年貿易公司改名為「保利達集團」。1980年代轉營紡織廠及漂染廠，並進軍澳門房地產，首個項目是在港澳碼頭附近的豪宅海富花園，賺取近2億元的收益。他亦開始與澳葡政府合作發展經濟房屋，前後共五個項目。1989年保利達獲政府批出位於氹仔面積約44萬平方呎的青洲坊發展權，但因收地及補償問題拖了10多年仍未發展。
2001年12月柯為湘以8億9,000萬港元收購九巴四大家族（鄧肇堅、余道生、雷瑞德及伍時暢）持的九龍建業的51%控制性股權，然後再向其餘小股東提出全面收購，整項交易涉及17億元。柯為湘在2011年入選富比士雜誌香港40大富豪榜，個人財富18億美元，折合140.4億港元。

## 外部連結
- 香港名人網：柯為湘 （页面存档备份，存于）